# Transition de phase quantique
En physique, une transition de phase quantique (TPQ) est une transition de phase entre les différentes phases quantiques (en) (phases de la matière à température nulle). Contrairement aux transitions de phase classique, les transitions de phase quantique ne sont accessibles que par la variation d'un paramètre physique tel que le champ magnétique ou la pression à la température du zéro absolu. La transition décrit un brusque changement de l’état fondamental d'un système à plusieurs corps causé des fluctuations quantiques. Une telle transition de phase quantique peut être une transition de phase du second ordre.
Les travaux de Thomas Felix Rosenbaum ont posé les bases principales de cette théorie. En 2015, Allen Goldman (de), Arthur Hebard (de), Aharon Kapitulnik (de) et Matthew P. A. Fisher (de) ont reçu le Prix Oliver-E.-Buckley pour leurs travaux sur la transition superconducteur-isolateur, un paradigme de la transition de phase quantique.